# Sławomir Holland
Sławomir Holland (ur. 14 kwietnia 1958 w Warszawie) – polski aktor filmowy, telewizyjny i teatralny.

## Życiorys
W 1984 ukończył studia na PWST we Wrocławiu, a dyplom obronił w 1988.
Był aktorem: Teatru im. Stefana Żeromskiego w Kielcach w latach 1984–1988, Teatru Popularnego w Warszawie w latach 1988–1990, Teatru „Szwedzka 2/4” w Warszawie w latach 1990–1991, Teatru na Woli w Warszawie w latach 1991–1992, Teatru Polskiego w Bydgoszczy w latach 2003–2006, a od 2007 roku jest związany z warszawskim Teatrem Ateneum.
W 2010 nagrał czytaną wersję (audiobook) książki Stephena Kinga, „Ręka mistrza”.

## Filmografia
- 1981: Wielki bieg – sanitariusz
- 1985: Wakacje w Amsterdamie – Marek, asystent na uczelni, później sprzedawca w sklepie zoologicznym
- 1989: Rififi po sześćdziesiątce – strażnik w banku
- 1989: Po upadku. Sceny z życia nomenklatury
- 1990: Femina – pacjent szpitala psychiatrycznego
- 1991: Rozmowy kontrolowane – żołnierz patrolujący ulice
- 1991: Panny i wdowy – oficer radziecki
- 1991: Niech żyje miłość – starszy posterunkowy Kowalski
- 1991: Kuchnia polska – zabójca Margaret
- 1991: Cynga – Rosjanin
- 1992: Pierścionek z orłem w koronie – strażnik sowiecki na bocznicy kolejowej
- 1993: Lista Schindlera – agent Gestapo
- 1995: Matki, żony i kochanki –
  - policjant Wiesiek
  - Kazik, sąsiad Leona
- 1996: Odwiedź mnie we śnie – strażnik
- 1996: Kratka – kierowca
- 1998: Sabina – sąsiad Sabiny
- 1999: Wszystkie pieniądze świata – inżynier Pilecki, pracownik firmy Parcewicza
- 1999: Tydzień z życia mężczyzny – obrońca skinów
- 1999: Pierwszy milion – Czesław
- 1999–2008: Na dobre i na złe – lekarz pogotowia
- 1999: Fuks – policjant
- 2000: Pierwszy milion – Czesław
- 2000: Enduro Bojz – pracownik Stacji Benzynowej
- 2000: Człowiek, jakich wielu – Piotr
- 2000: Abschied (tytuł polski: Pożegnanie) – oficer Stasi
- 2001: Quo vadis – Terezjasz, sługa Petroniusza
- Od 2001: M jak miłość – asp. szt. Stanisław Popławski, policjant z posterunku w Lipnicy, koło Grabiny
- 2002: Quo vadis – Terezjasz, sługa Petroniusza
- 2002: Break Point
- 2002: Wszyscy święci – mężczyzna na cmentarzu
- 2002: Dzień świra – robotnik kolejowy grający w karty
- 2002: Superprodukcja – Boguś
- 2004–2008: Kryminalni – Pomian, ekspert policyjny (odc. 5, 7 i 98)
- 2006: Kochaj mnie, kochaj! jako szef hurtowni
- 2007: Ekipa jako generał Andrzej Tokarz, szef ochrony
- 2008: Mała wielka miłość jako policjant
- 2009: Miasto z morza – majster Kulesza
- 2009: Nigdy nie mów nigdy jako kuzyn Amy
- Od 2009: Ojciec Mateusz – lekarz
- 2010: Maraton tańca jako ochroniarz
- 2011: 1920 Bitwa warszawska jako członek sądu wojskowego
- 2012: Ranczo – Tadeusz, nauczyciel matematyki
- 2016: Historia Roja jako oficer śledczy UBP
- 2018: Korona królów jako Podczaszy; ojciec Mikołaj Ligęzy

Role epizodyczne
- 1982–1996: Dom –
  - robotnik w FSO (odc. 8 i 9)
  - kierowca ciężarówki (odc. 16)
- 1990: Piggate
- 1990: Świnka
- 1991: Panny i wdowy – oficer radziecki (odc. 4)
- 1991: Kuchnia polska – zabójca Margaret (odc. 2)
- 1995: Spółka rodzinna – monter telefonu (odc. 19)
- 1995: Ekstradycja – lekarz w szpitalu więziennym (odc. 3)
- 1995: Cwał
- 1997: Klan –
  - doktor Paweł Chotnik
  - Władysław Byś
- 1997: Wojenna narzeczona – strażnik niemiecki handlujący z Johnem (odc. 2)
- 1997: Boża podszewka – Felczer (odc. 4)
- 1998: Gwiezdny pirat – ochroniarz w centrum handlowym (odc. 1)
- 1999: Policjanci – leśnik Dzikowski (odc. 1)
- 2000: Sukces
- 2001: Marszałek Piłsudski – strażnik więzienny w Cytadeli (odc. 2)
- 2002: Wiedźmin (serial) – Sebald (odc. 12)
- 2002: Kasia i Tomek – Stefan (odc. 23, głos)
- 2002–2010: Samo życie – doktor Stachowiak
- 2003: Zaginiona – policjant przeszukujący dom Tokarskich (odc. 5)
- 2003: Sąsiedzi – właściciel Agencji Pracy „Europa” (odc. 6)
- 2003: Defekt – pracownik policyjnego archiwum
- 2003–2007: Na Wspólnej – chirurg ortopeda
- 2004–2009: Plebania –
  - sprzedawca dewocjonaliów (odc. 403)
  - Jerzy (odc. 1428 i 1429)
- 2005: Wiedźmy – mąż Joli, sąsiad Agaty (odc. 8)
- 2005: Klinika samotnych serc –
  - sanitariusz (odc. 7)
  - klient Kancelarii Notarialnej należącej do Jacka Nowaka (odc. 15)
- 2005–2006: Egzamin z życia jako agent biura nieruchomości
- 2005: Boża podszewka II – NKWD-zista (odc. 1)
- 2006: Fałszerze – powrót Sfory – oficer ABW (odc. 10 i 11)
- 2006–2007: Dwie strony medalu – jako
  - Cukiernik (odc. 2)
  - Madej
- 2007: Twarzą w twarz jako Informatyk (odc. 8 i 9)
- 2007: Odwróceni – oficer CBŚ (odc. 12 i 13)
- 2007: Halo Hans! jako Łokietek (odc. 1)
- 2008: Trzeci oficer – naczelnik więzienia (odc. 7 i 8)
- 2008: Mała wielka miłość jako policjant (odc. 3)
- 2008: 39 i pół – lekarz pogotowia (odc. 4)
- 2008–2009: BrzydUla – lekarz
- 2009: Miasto z morza – majster Kulesza (odc. 3)
- 2010: Ratownicy – mechanik (odc. 3)
- 2010: Nowa – nadkomisarz Adam Nowak (odc. 5)
- 2010: Ludzie Chudego – prokurator (odc. 4)
- 2011: Układ warszawski – oddziałowy (odc. 1)
- 2011: Wiadomości z drugiej ręki – senator Marian Drążek
- 2011: Aida – ksiądz (odc. 1 i 13)
- 2011–2013: Głęboka woda –
  - bimbrownik (odc. 5)
  - Pracownik Budnego
- 2012–2013: Przepis na życie – klient „Przepisu”
- 2012–2013: Prawo Agaty – sędzia (odc. 11 i 47)
- 2012–2013: Komisarz Alex – prokurator (odc. 21 i 27)
- 2012: Czas honoru – urzędnik we Wrocławiu (odc. 58)
- 2013–2014: To nie koniec świata – notariusz Jacek
- 2014: Druga szansa - sędzia (odc. 1 sezon 1)
- 2013: Blondynka – „Profesor” (odc. 24)
- 2014: Lekarze – Robert, mąż Wandy (odc. 51)
- 2014: Przyjaciółki – pracownik parku linowego (odc. 41)
- 2016: Ojciec Mateusz (odc. 193, 210)

## Polski dubbing
- 1989: Bouli jako pilot
- 2006: Happy Wkręt jako Amigo – kucharz pałacowy
- 2008: Łowcy smoków jako Gildas
- 2008: Renifer Niko ratuje święta
- 2012: Ben 10: Omniverse jako Piącha
- 2018: Paweł, apostoł Chrystusa jako lekarz
- 2021: WandaVision jako dostawca / Denis

## Nagrody i wyróżnienia
- 2012: „Złoty Liść Retro” za program „Nic nowego pod słońcem”
- 2012: Wielka Ekologiczna Nagroda Publiczności na III Łódzkim Festiwalu Monodramu „MONOwManu” za monodram „Josela Rakowera rozmowa z Bogiem”[1][2]